# Бозон Хіггса
Бозон Хіггса, Бозон Гіґґса — елементарна частинка, квант поля Гіґґса, що з необхідністю виникає в Стандартній моделі внаслідок гіґґсового механізму, спонтанного порушення електрослабкої симетрії. Передбачений британським фізиком-теоретиком Пітером Гіґґсом у 1964 році. Про відкриття було заявлено у 2012 році після аналізу результатів роботи Великого адронного колайдера. Бозон Гіґґса є єдиною відомою скалярною елементарною частинкою, тобто такою, що має спін 0 і парність +1. Його маса 125,09 ГеВ — приблизно у 130 разів більша за масу протона.

## Назва
В українській мові не усталилась передача англійського прізвища Higgs. Тому зустрічаються різні варіанти іменування частинки: бозон Гіґґса, бозон Гіггса, бозон Гіґґза, бозон Гіґґса, бозон Гікса, Гіґґсівський бозон тощо.

## Історія

### Складності побудови теорії слабкої взаємодії
У 1918 році німецький математик Герман Вейль розробив концепцію калібрувальної інваріантності, а вже у 1920-х роках її було застосовано у квантовій механіці — було показано, що, для того, щоб рівняння Шредінгера для вільного електрона було симетричним відносно зміни фази хвильової функції всіх частинок на одну й ту ж величину (калібрувально інваріантним), потрібно додати в нього ще один член, властивості якого збігалися з властивостями електромагнітного поля. Також, за теоремою Нетер, ця симетрія пов'язана з законом збереження електричного заряду.
У 1934 році Вернер Гейзенберг висловив ідею ізотопічної інваріантності — підхід, що давав змогу розглядати протон і нейтрон як два стани однієї частинки, що відрізняються проєкціями величини, що отримала назву ізотопічний спін у деякому ізотопічному просторі.
У 1954 році Чженьнін Янг і Роберт Міллс спробували використати схожий підхід для описання перетворення у просторі ізоспінів. Іншими словами, вони хотіли знайти калібрувальні перетворення, що зберігали б ізоспінову симетрію — як-от симетрію протона і нейтрона. Виявилося, що такі перетворення породжують нові поля, що переносяться квантами трьох типів — два заряджених і один нейтральний. Усі три бозони мали бути безмасовими і мати спін 1. Вимога безмасовості виникає через те, що слабка взаємодія залежить від спіральності частинки, тобто проєкції її спіну на напрямок руху, а якщо частинка рухається зі швидкістю меншою за швидкість світла, завжди можна знайти систему відліку, у якій напрямок руху змінюється на протилежний, а спін лишається тим самим. Нове поле отримало назву B-поле.
Утім, скоро стало зрозуміло, що експерименти не підтверджують існування B-поля, — таке поле мало б бути далекодійним, а самі безмасові заряджені бозони було б легко отримати в експерименті, проте їх слідів не було знайдено.
З іншого боку, на початку 1960-х почалася вестися активна робота з побудови теорії слабкої взаємодії, оскільки чотириферміонна модель, побудована Фермі у 1933 році, не піддавалася процесу перенормування.
У 1961 році американський фізик Шелдон Лі Ґлешоу розробив модель, що об'єднувала електромагнітну і слабку взаємодію, проте також зіткнувся з появою у теорії безмасових заряджених бозонів. Через деякий час пакистанський фізик Абдус Салам, який займався цим питанням незалежно від Глешоу, запропонував вирішення проблеми мас носіїв слабкої взаємодії за допомогою механізму спонтанного порушення симетрії і зацікавив своєю ідеєю Стівена Вайнберга, що почав працювати з ним. Проте у 1961 році Джеффрі Ґолдстоун показав, що спонтанне порушення симетрії завжди призводить до виникнення безмасових бозонів (бозон Ґолдстоуна). Але того ж року Намбу Йоїтіро навів контрприклад — перехід до надпровідного стану, при якому не виникає ніяких нових безмасових частинок, хоча і відбувається спонтанне порушення симетрії. Це дало надію, що можуть існувати і інші калібрувальні поля з локальною симетрією, що не підкоряються теоремі Ґолдстоуна.

### Теоретичне передбачення

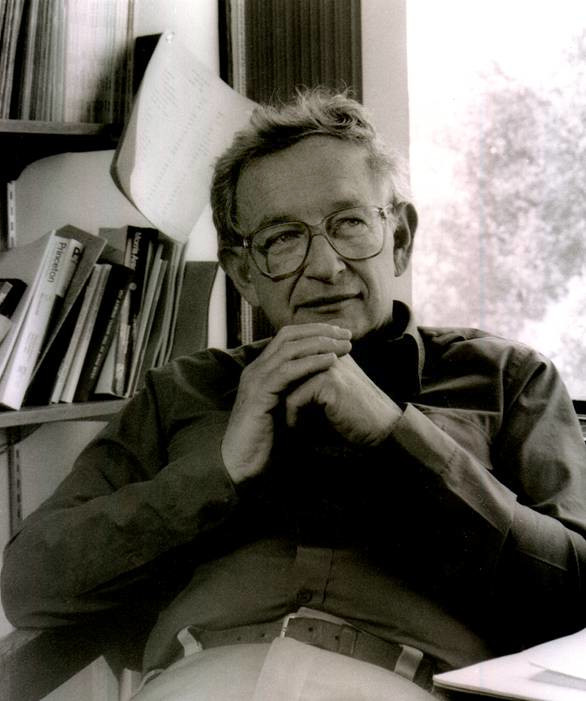
Філіп Андерсон
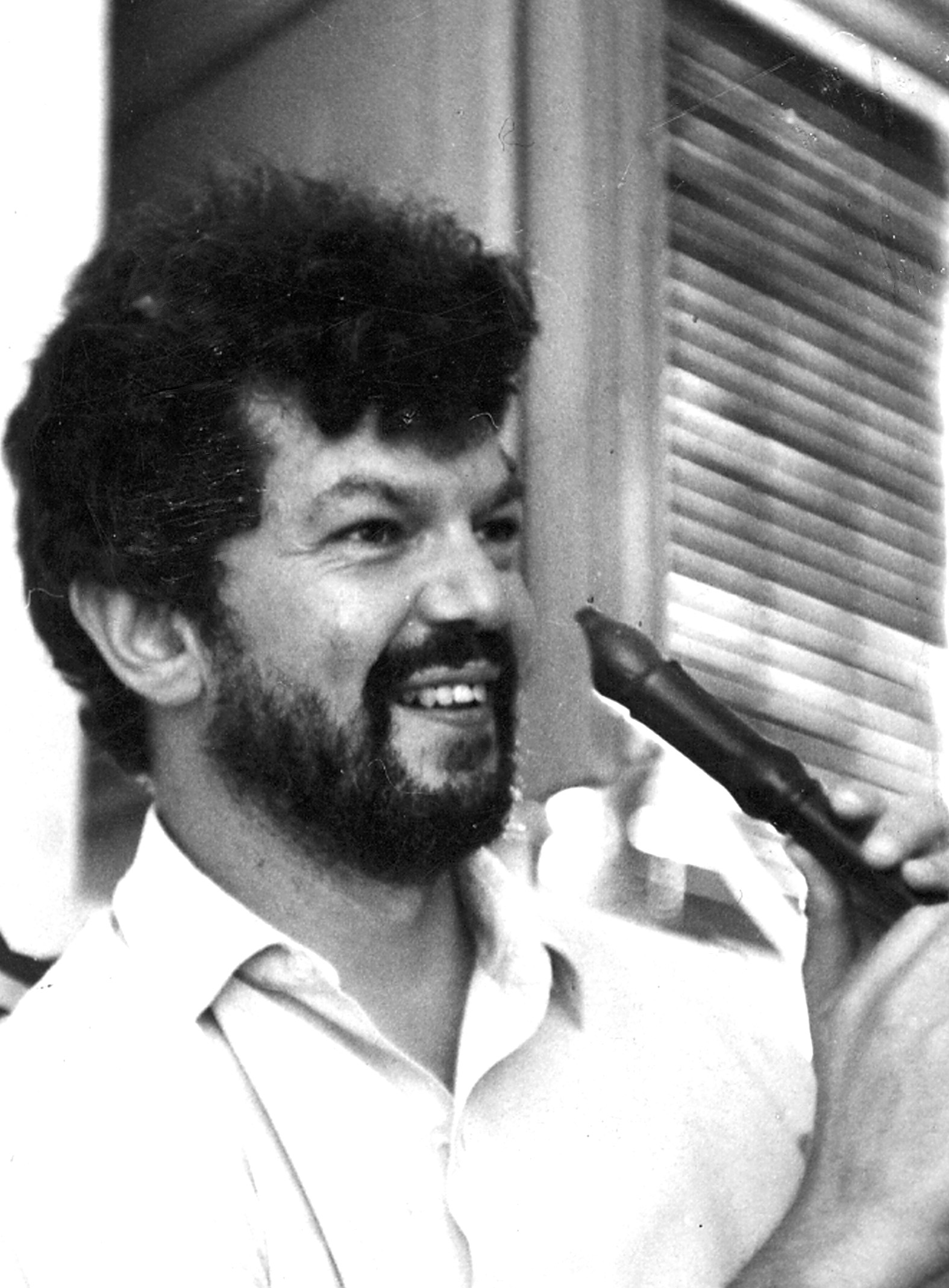
Роберт Броут
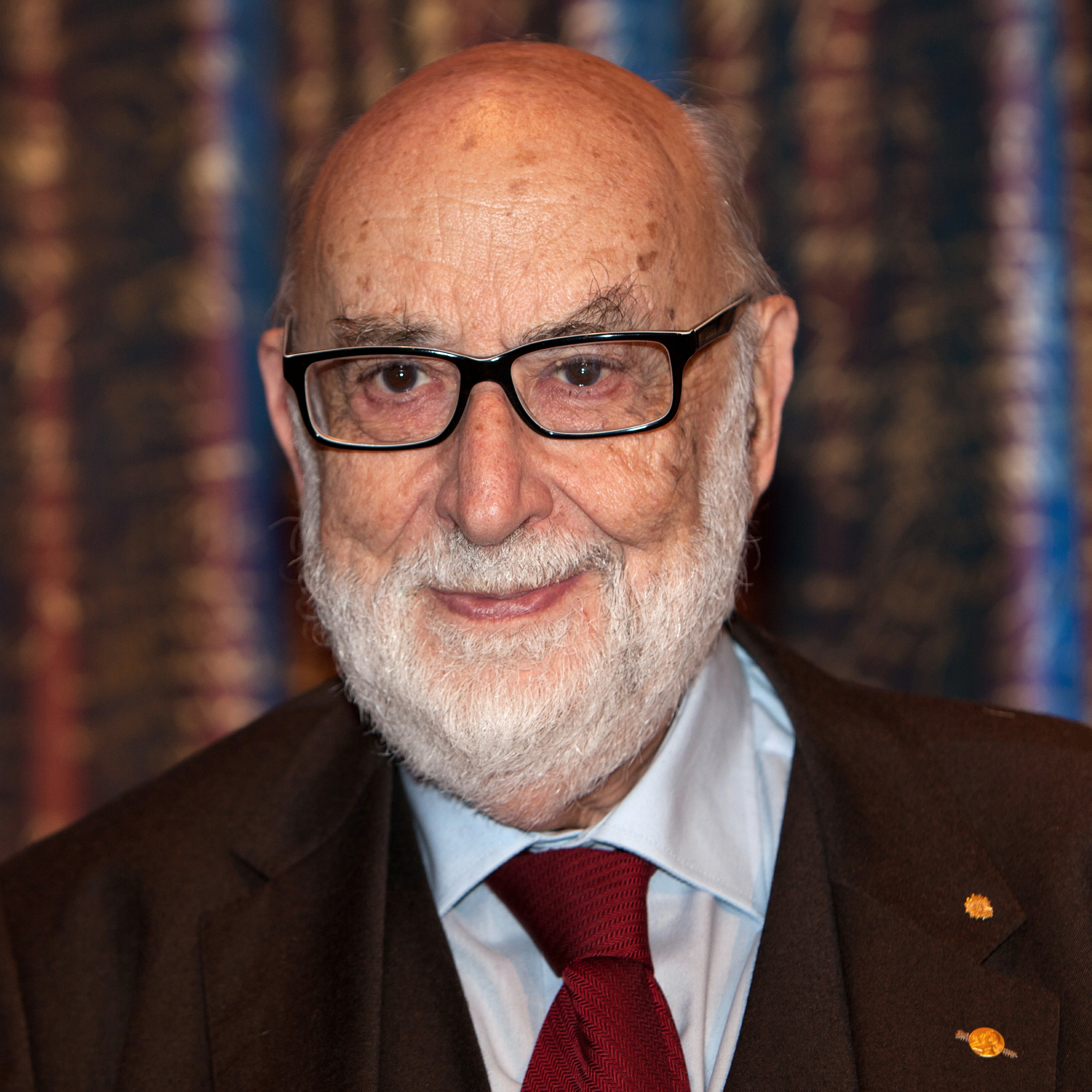
Франсуа Англер
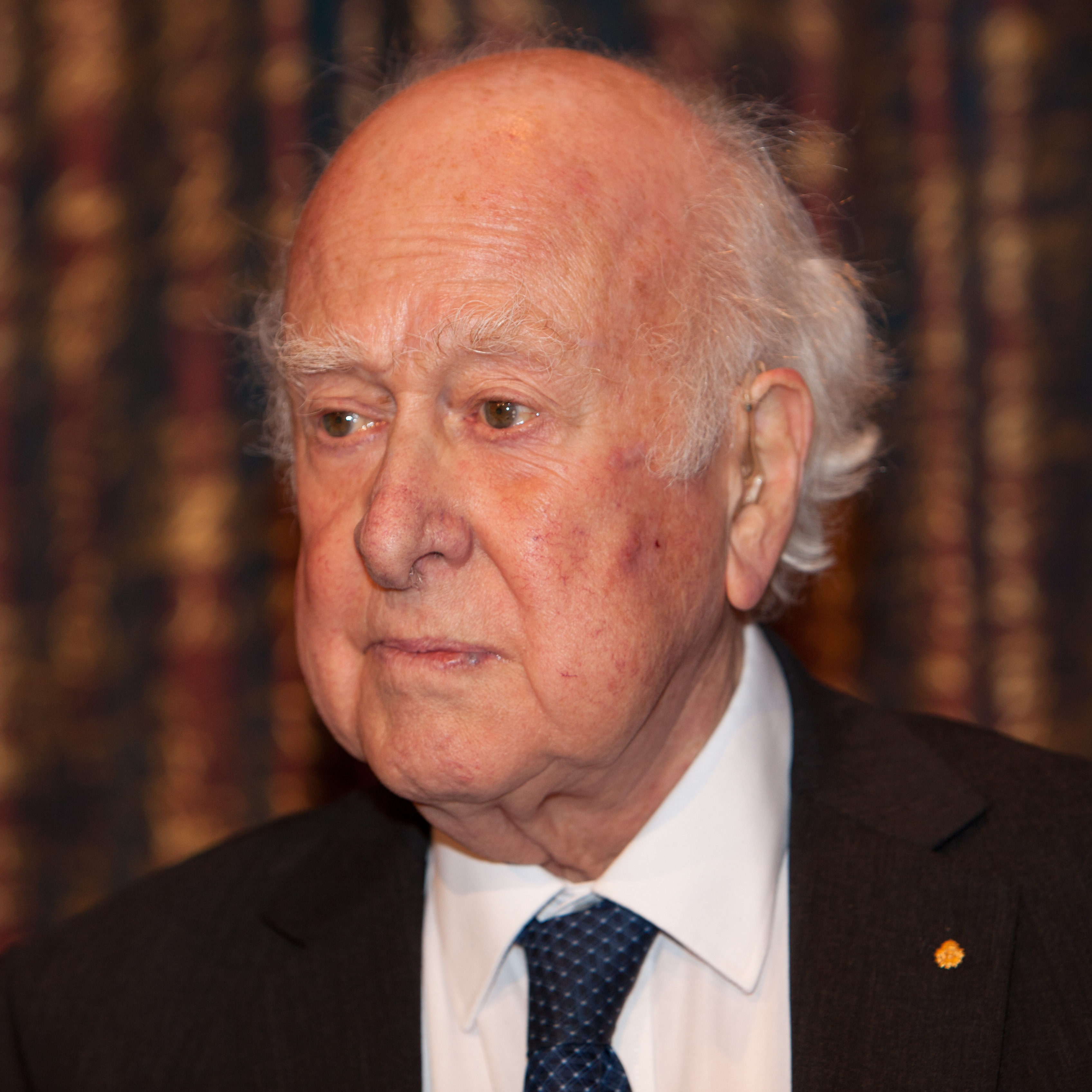
Пітер Гіґґс
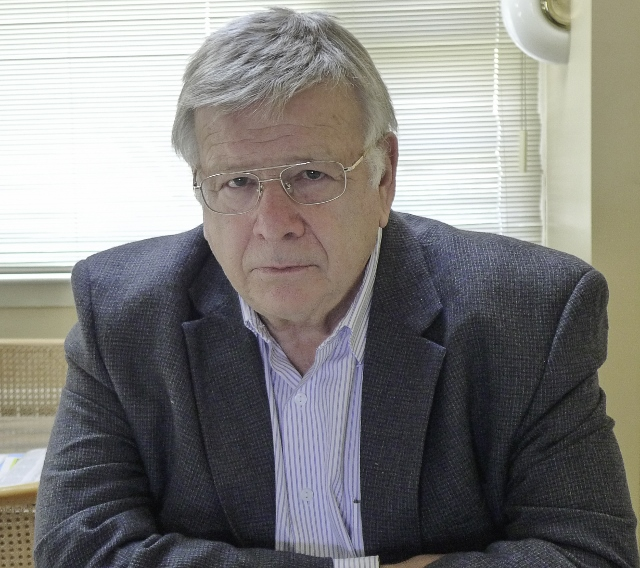
Джеральд Гуральник
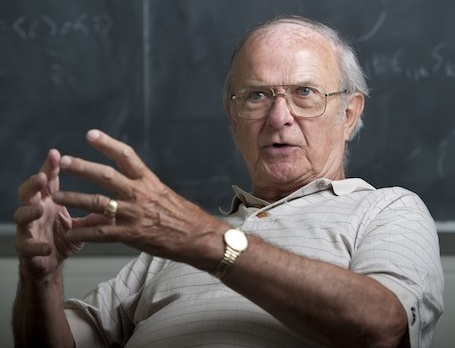
Карл Річард Гаген
Том КібблТом Кіббл

У 1962 році Філіп Андерсон показав, як симетрія може порушуватися без виникнення безмасових частинок, проте лише у нерелятивістському випадку, а у 1964 році Франсуа Англер і Роберт Броут, незалежно від них Пітер Гіґґс, а також, пізніше того ж року, і також незалежно, Джеррі Гуральник, Карл Хаген і Том Кіббл запропонували механізм, що вирішував всі вищезгадані проблеми. Передбачалося існування нового комплексного скалярного поля, що має ненульове вакуумне очікуване значення. Таке поле можна представити у вигляді комбінації чотирьох дійсних скалярних полів. Взаємодія з цим полем порушує симетрію електрослабкої взаємодії, і ламає три генератора групи {\displaystyle SU(2)\times U(1)}, що відповідає їй. Три види ґолдстоунівських бозонів, що виникають при цьому, поєднуються з безмасовими W- і Z-бозонами, надаючи їм масу, а також ще одне можливе значення поляризації (на відміну від фотона, що може мати лише два значення проєкції спіна, масивні бозони можуть мати проєкцію спіна, рівну нулю). Ще один бозон, що виникає при цьому, не поєднується ні з чим, а може бути знайдений експериментально. Пізніше було показано, що той самий механізм дає маси не тільки важким векторним бозонам, а й лептонам і кваркам.
Стаття Гіґґса спочатку не була прийнята в Physical Review. Тоді він вислав її у Physical Review Letters, проте того дня (31 серпня), коли його лист надійшов до журналу, там була опублікована стаття Енглерта і Броута на ту ж тему. Тоді Гіґґс переробив свою статтю, додавши в кінці передбачення про існування важкого скалярного бозону. Через це, бозон отримав ім'я Гіґґса, тоді як поле часто називають поле Броута — Англера — Гіґґс.
У 1967 році Вайнберг зміг імплементувати механізм Гіґґса у теорію електрослабкої взаємодії, а у 1971 році Мартінус Велтман и Герард 'т Гофт показали, що ця теорія є перенормованою, а отже має фізичний сенс.

### Експериментальні підтвердження
Першим велике підтвердження теорія електрослабкої взаємодії отримала в 1973 році, після реєстрації нейтральних струмів, що підтверджувало припущення про існування нейтрального Z-бозону.
У 1983 році у ЦЕРНі W±-бозони і Z0-бозон були остаточно відкриті, а їх маси співпадали з передбачуваними.
Весь цей час паралельно велися пошуки і бозону Гіґґса. Оскільки теорія ніяк не передбачала його власну масу (з деяких загальних міркувань можна було припустити, що вона більша за 4 ГеВ і менша за 1 ТеВ), єдиним способом знайти цей бозон було будування все більших і більших прискорювачів.
У 1989 році був запущений Великий електрон-позитронний колайдер (LEP). Він працював до 2001 року, з максимальною сумарною енергією пучка в 208 ГеВ, і підняв нижню межу маси бозона Гіґґса до 115 ГеВ.
Наступним великим колайдером, що займався пошуками бозона Гіґґса став Теватрон, що був побудований ще у 1971, і постійно модифікувався, у 2001 році досягши енергії зіткнень 1,96 ТеВ. Під час експериментів на ньому були отримані обмеження згори на масу бозону Гіґґса у 140 Гев.
Закрити цей останній проміжок мав Великий адронний колайдер, запущений в 2009 році, зіткнення частинок у якому проходили з енергією 13 ТеВ. Під час відкритого семінару в ЦЕРН, проведеного 4 липня 2012 року, було повідомлено про відкриття нової частинки з масою 125,3 ± 0,6 ГеВ, яка за певними своїми характеристиками нагадує бозон Гіґґса.
Під час подальших експериментів було підтверджено, що знайдена частинка є саме бозоном Гіґґса. Зараз ВАК продовжує роботу, і збирає статистику для уточнення його властивостей.
У жовтні 2013 Франсуа Анґлер та Пітер Гіґґс, отримали Нобелівську премію з фізики.

## Реакції
Бозон Гіґґса утворюється у великій кількості реакцій, і так само різноманітні його канали розпаду. Особливістю бозона Гіґґса є те, що він більш активно взаємодіє з важкими частинками, тому основний його канал розпаду — пара b-кварк-антикварк (бозон не може розпастися на пару топ-антитоп кварк через недостатню масу), а основні канали виникнення включають виникнення топ-антитоп пари.
Основні реакції утворення:
- Злиття двох глюонів: gg→H
- Злиття двох векторних бозонів: WW→H, ZZ→H
- Асоційоване з векторним бозоном народження: лептон-антилептонна пара або два глюони зливаючись утворюють векторний бозон, який, в свою чергу, випромінює гіґґсівський бозон (в англомовній літературі відоме під назвою Higgs–strahlung, бо випромінення гіґґсівського бозона подібне до гальмівного випромінювання)
- Асоційоване народження з t-кварком: розпад двох глюонів на топ-кварк-антикваркові пари, кварк з одної і антикварк з іншої після цього зливаються, утворюючи бозон.

Злиття глюонів
В асоціації з векторним бозоном
Злиття векторних бозонів
Злиття топ-кварків

Основні реакції розпаду:
| Продукти розпаду                    | Ймовірність |
| ----------------------------------- | ----------- |
| {\displaystyle b{\bar {b}}}         | 60 %        |
| {\displaystyle W^{+}W^{-}}          | 21 %        |
| {\displaystyle gg}                  | 9 %         |
| {\displaystyle \tau {\bar {\tau }}} | 5 %         |
| {\displaystyle c{\bar {c}}}         | 2,5 %       |
| {\displaystyle ZZ}                  | 2,5 %       |
| {\displaystyle \gamma \gamma }      | 0,2 %       |
| {\displaystyle Z\gamma }            | 0,2 %       |

## Невирішені проблеми
Існує багато питань, що стосуються бозона Гіґґса і поля Гіґґса, відповідей на які досі немає:
- Невідомо, чому взагалі існує поле Гіґґса.
- Невідомий механізм виникнення маси самого бозона Гіґґса.
- Проблема ієрархії — спроби врахувати взаємодію бозона Гіґґса з віртуальними частинками поки що не були вдалими. Згідно розрахунків, така взаємодія має на багато порядків збільшувати ефективну масу бозона, чого не спостерігається.
- Маси ферміонів — маса топ-кварка у сотні тисяч раз більша за масу електрона і у трильйон разів більша за масу нейтрино. Не зрозуміло, чому цей діапазон такий широкий?
- Не зрозуміло, чи виникають маси нейтрино завдяки механізму Гіґґса?
- Чи є вакуум стабільним? Маса бозона Гіґґса близька до теоретично передбаченої межі, що відділяє стабільний вакуум від метастабільного[26].
- Чи пов'язаний механізм Гіґґса з баріонною асиметрією? З темною матерією? (див. Модель Петерсона)

### Немінімальні моделі
Бозон Гіґґса, що був знайдений у 2012 році на Великому адронному колайдері, є «стандартним» — його взаємодія з частинками саме така, як передбачувала Стандартна модель. Проте існує багато розширень стандартної моделі, у якій є більш ніж один бозон Гіґґса.
У найпростішому розширенні існує два дублета полів Гіґґса, що породжують не один, а п'ять бозонів — три електрично нейтральні і два заряджені (один позитивно і один негативно).
У інертній дводуплетній моделі тільки одне з полів Гіґґса має ненульове вакуумне середнє. Тоді бозон, що породжується другим полем, не розпадається і є одним з кандидатів у темну матерію.
У теоріях з гіґґсівськими триплетами (замість дуплетів) можуть виникати гіґґсівські бозони з зарядом +2 і -2.
У моделях «малого Гіґґса» припускається, що знайдений бозон Гіґґса — не елементарний, а складається з менших частинок масами близько 10 ТеВ.

## Бозон Гіґґса в масовій свідомості
Бозон Гіґґса — остання знайдена частинка Стандартної моделі. Частинка Гіґґса настільки є важливою, що в заголовку книги нобелівського лауреата Леона Ледермана «Частинка Бога: якщо Всесвіт це відповідь, то яке запитання?» вона названа «god particle» (частинка бога або божа частинка), а сам Ледерман спочатку пропонував варіант «чортова частинка» (англ. goddamn particle), який відкинув редактор. Ця іронічна назва широко використовується засобами масової інформації. Багато вчених не схвалює таку назву, вважаючи більш вдалим «бозон пляшки шампанського» (англ. champagne bottle boson) — через гру образами, так як потенціал комплексного поля Гіґґса нагадує дно пляшки шампанського, а його відкриття явно призведе до спорожнення не однієї такої пляшки.